# Hammond (Wisconsin)
Hammond és una població dels Estats Units a l'estat de Wisconsin. Segons el cens del 2000 tenia 1.153 habitants.

## Demografia
Segons el cens del 2000, Hammond tenia 1.153 habitants, 433 habitatges, i 313 famílies. La densitat de població era de 324,9 habitants per km².
Dels 433 habitatges en un 39,7% hi vivien nens de menys de 18 anys, en un 56,4% hi vivien parelles casades, en un 11,8% dones solteres, i en un 27,7% no eren unitats familiars. En el 20,6% dels habitatges hi vivien persones soles el 7,6% de les quals corresponia a persones de 65 anys o més que vivien soles. El nombre mitjà de persones vivint en cada habitatge era de 2,55 i el nombre mitjà de persones que vivien en cada família era de 2,95.
Per edats la població es repartia de la següent manera: un 26,5% tenia menys de 18 anys, un 9,5% entre 18 i 24, un 32,1% entre 25 i 44, un 18,3% de 45 a 60 i un 13,5% 65 anys o més.
L'edat mediana era de 34 anys. Per cada 100 dones de 18 o més anys hi havia 88,6 homes.
La renda mediana per habitatge era de 45.789 $ i la renda mediana per família de 54.722 $. Els homes tenien una renda mediana de 37.337 $ mentre que les dones 27.031 $. La renda per capita de la població era de 19.002 $. Aproximadament el 2,5% de les famílies i el 3,5% de la població estaven per davall del llindar de pobresa.

## Poblacions més properes
El següent diagrama mostra les poblacions més properes.